# Angelo Jacopucci
Angelo Jacopucci (ur. 22 grudnia 1948 w Tarquinia, zm. 20 lipca 1978 w Bolonii) – włoski bokser kategorii średniej.
Angelo Jacopucci stoczył swoją ostatnią walkę z angielskim pięściarzem – Alanem Minterem. Walka odbyła się 19 lipca 1978 w Bellaria we Włoszech. Angelo został znokautowany w 12 rundzie walki. Bokser zemdlał na imprezie zorganizowanej kilka godzin po walce. Zapadł w śpiączkę i, mimo dwóch operacji, zmarł kilka godzin później.
O wypadku tym opowiada utwór polskiego zespołu Kult, znajdujący się na albumie 45–89.